# Jarls de Lade

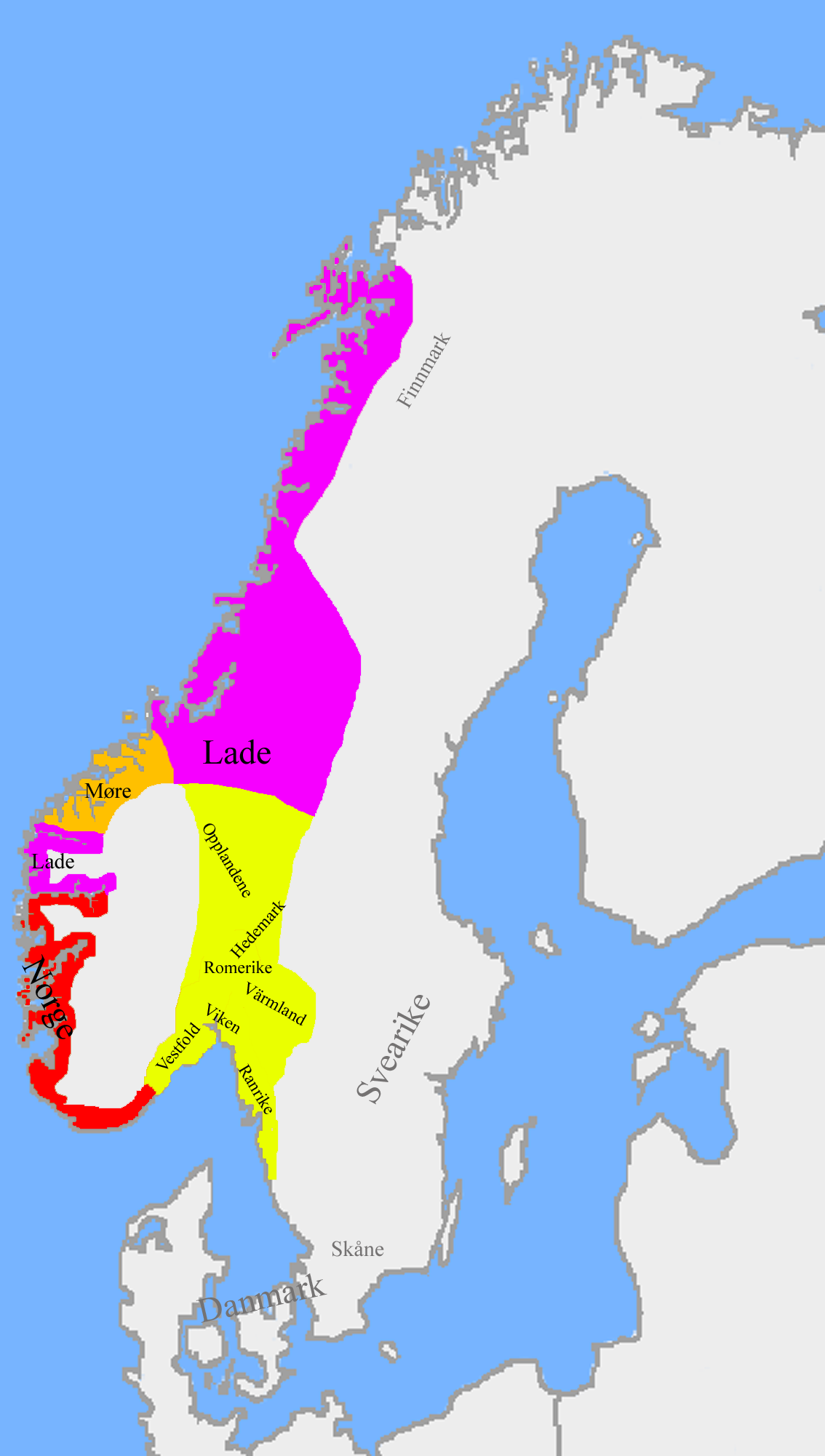
Partición del reino a la muerte de Harald I de Noruega hacia de 920: en morado, el dominio de los jarls de Lade.

Los jarls de Lade (nórdico antiguo: Hlaðar jarlar) también Ladejarl-ætten fueron una dinastía de gobernantes noruegos, muy influyentes entre los siglos IX y XI. Lade se encuentra en la parte este de Trondheim, bordeando el fiordo de Trondheim, Hålogaland.
La saga Heimskringla menciona a los gobernantes de los territorios noruegos como konungr (o rey), en Agder, Alvheim, Hedmark, Hordaland, Nordmøre, Romsdal, Rogaland, Romerike, Sogn, Solør, Sunnmøre, Trøndelag, Vestfold y Viken. En el caso de Hålogaland el título del gobernante era jarl (equivalente a conde), entre los que resaltaban los Jarls de Lade en Trondheim, de gran influencia política y militar.
Los jarls de Lade fueron:
- Herlaug Grjotgardsson
- Grjotgard Herlaugsson
- Håkon Grjotgardsson (c. 820-870)
- Grjotgard Håkonsson
- Håkon Grjotgardsson, un aliado del rey Harald I en la unificación de Noruega.
- Sigurd Håkonsson, amigo y consejero de Haakon I de Noruega.
- Håkon Sigurdsson, prácticamente rey de hecho de Noruega.
- Eiríkr Hákonarson, corregente de la mayor parte de Noruega bajo Svend I de Dinamarca.
- Sveinn Hákonarson, corregente de una parte de Noruega bajo Olaf Skötkonung de Suecia.
- Håkon Eiriksson, regente de Noruega bajo Canuto II de Dinamarca.

Algunas fuentes incluyen a Einar Tambarskjelve como último jarl de Lade. Estaba casado con Bergljot Håkonsdatter (n. 975), hija de Haakon Jarl. Era opositor al reinado de Olaf II el Santo y defensor del sistema tradicional de reinos autónomos y el thing (asamblea de hombres libres).